# 堀江重郎
堀江 重郎（ほりえ しげお、1960年9月20日 - ）は、日本の泌尿器科医、順天堂大学教授。
東京都生まれ。東京大学医学部卒業。1993年医学博士。日米で医師免許を取得し、国立がんセンター中央病院、杏林大学講師、2002年帝京大学医学部教授。2012年順天堂大学医学部教授。テストステロンをめぐる著作を書く。

## 著書
- 『よくわかる泌尿器の病気 名医の図解』主婦と生活社 2007
  - 『最新よくわかる泌尿器の病気 名医の図解』主婦と生活社 2008
- 『ササッとわかる男性機能の不安に答える本 ED治療の最前線』講談社 図解大安心シリーズ 2008
- 『ホルモン力が人生を変える』小学館101新書 2009
- 『男性の病気の手術と治療 診察室では聞けない前立腺・ED・がんの心得』かまくら春秋社 おとなのための医学読本 2010
- 『ヤル気が出る!最強の男性医療』文春新書 2013
- 『うつかな?と思ったら男性更年期を疑いなさい テストステロンを高めて「できる人」になる!』東洋経済新報社 2016

### 共編著
- 『多発性嚢胞腎診療ガイドQ&A』松尾清一監修（編）診断と治療社 2011
- 『標準泌尿器科学 第9版』赤座英之監修 並木幹夫共編集 医学書院 2014
- 『これだけは知っておきたい多発性嚢胞腎〈PKD〉 事例でみる治療のポイント』編 医薬ジャーナル社 2015

### 翻訳
- Jerry G.Blaivas, Herbert Lepor, Victor W.Nitti, Jeffrey P.Weiss 編『LUTSエキスパート・マネジメント』岡田弘共訳 医学図書出版 2006

## 論文
- <堀江重郎